# جون إدغار (نحات)
جون إدغار (بالإنجليزية: John Edgar)‏ هو كيميائي نيوزيلندي، ولد في 26 ديسمبر في 1950 في أوكلاند في نيوزيلندا وتوفي بنفس المكان في 3 أبريل 2021.

## وصلات خارجية
- الموقع الرسمي